# Marie Wandel
Marie Wandel, født Olesen (15. februar 1899 i Horsens – 8. november 1963 i Tarm) var en dansk maler.
Hun var datter af residerende kapellan i Horsens, senere biskop i Ribe Oluf Olesen og Ane Sophie Olesen. Flyttede med familien til Ribe i 1914, da faderen blev udnævnt til stiftsprovst. Efter studentereksamen tog Marie Olesen filosofikum på Københavns Universitet og blev derefter elev på Tegne- og Kunstindustriskolen for Kvinder i 1918-1921. I 1921 blev hun optaget på Kunstakademiet under professor Sigurd Wandel. I 1923 rejste Marie til Frankrig: Bretagne og Paris, hvor hun kort besøgte André Lhotes malerskole. Efter opholdet i Frankrig havde Marie atelierfællesskab med Alma Dysted og tog elever. 
I 1926 malede hun ”Frk. Jensen”, der er udstillet på Vejen Kunstmuseum, det eneste offentligt udstillede af hendes billeder. 
I 1927 giftede hun sig med sin tidligere professor Sigurd Wandel. Parret bosatte sig, efter en kort periode i portnerboligen på Marienborg, i Hellerup.
I 1930 fik hun Akademiets lille guldmedalje for maleriet ”Josef af Arimatæa og Kristus”.
Hun er begravet på Ribe gamle Kirkegård.

## Hæder
- 1924: Carl Jul. Petersens Legat
- 1926 & 1943: Oscar Carlsons Præmie (først for Frk. Jensen, Vejen Kunstmuseum)
- 1926-27: Den Raben-Levetzauske Fond
- 1930: Akademiets stipendium
- 1947: Charlottenborgs legat
- 1960: Tagea Brandts Rejselegat